# 欧州自動車工業会
欧州自動車工業会（おうしゅうじどうしゃこうぎょうかい、フランス語: Association des Constructeurs Europeens d'Automobiles）、略称ACEA（アセア）は、ベルギーのブリュッセルに本部を置く、自動車メーカーの業界団体である。
日本ではエンジンオイルの規格としてACEAが制定したACEA規格「Oil Sequences」がよく用いられる。

## 加盟企業
- BMWグループ
- フォルクスワーゲンアウディグループ
- ダイムラー
- ボルボ・グループ
- ホンダモーター・ヨーロッパ
- スカニア
- DAF
- ルノー
- フォード・ヨーロッパ
- ポルシェ
- フェラーリ
- トヨタ モーター ヨーロッパ
- MAN
- タタ（ジャガー、ローバー）
- 現代自動車ヨーロッパ

## ACEAエンジンオイル規格

### 制定の背景
アメリカのAPI規格やILSAC規格が省燃費方向に進み、またリンや硫黄といった、触媒に悪影響を及ぼす添加剤の配合量の規制が厳しくなってきたことから、ヨーロッパでの自動車の使用環境や排気ガス規制にそぐわなくなって来た。そういったことから、ヨーロッパの自動車製造者協会と石油会社、消費者の代表によって組織が立ち上げられ、1980年代に独自のCCMC (Committee Of Common Market Automobile Constructors) 規格が制定された。CCMCは利害関係により解散するにいたるが、その後1996年からはACEAが発足し、新しくACEA規格として運用されている。ACEAの規格認証は、EELQMS (European Engine Lubricant Quality Management System) が管理している。

### 規格種類
今までに存在したものとしてはガソリンエンジン用として A1、A2、A3、A5 の4グレード。軽負荷（乗用車）ディーゼルエンジン用として B1、B2、B3、B4、B5 の5グレード。ガソリンエンジンおよびDPF付きディーゼルエンジン用としてC1、C2、C3、C4の4グレード。高負荷（大型）ディーゼルエンジン用として E1、E2、E3、E4、E5、E6、E7、E9 の8グレードに分類されていた（現行のACEA2012では A2、B2、E1、B2、E2、E3、E5は削除）。ディーゼル車の普及が著しいヨーロッパらしく、ディーゼルエンジン用オイルの分類が充実しているのが特徴である。ACEA 2004よりAカテゴリとBカテゴリは統一され、Ax/Bx規格となりガソリン・ディーゼル兼用規格となった。このため現行のACEAではAとBは個別に規定されていない。このAとBの統合と共にガソリン・DPF付きディーゼル向けのCカテゴリーが導入された。
API規格では新しいエンジンに適合しなくなった古いグレードは順次廃止されてゆくが、ACEA規格では各グレードごとに目的や対象となるエンジンが明確に分けられており、エンジン・環境対策の要求に合わせて数年おきに更新されていく形になっている。A1-02、A2-96、B1-02、B3-98 というようにグレード表示のあとにハイフンをはさみ、二桁の数字の記載がある場合、その数字が基準が制定・更新されたACEA規格の年度をしめしている。しかし年度の表記を行っているメーカーは多くはなく、いつのACEA規格なのか判別できない製品も多い。ただし規定では一定期間で新しい仕様に移行するように要求されているため極端に古いACEA規格のオイルが流通していることは少ない。
このACEA規格の仕様更新により従来表記していた規格を維持できなくなる場合もある。なお最新のACEA規格は ACEA 2012 である。
総じてAPI規格よりテスト項目が厳しく、HTHS粘度の規定値も高いグレードが多い。オイルシールへの適合性も試験項目にあるのが特徴である。
ただしAPI規格であってもディーゼル用ではCI-4以降の規格はオイルシール適合性が求められており、ガソリン用ではSN規格から求められるようになった。

### ACEAのエンジン油品質分類
A,B,C,Eカテゴリとあるが前述のようにAとBカテゴリは統合されたため、現在では以下の3つのカテゴリにわけられる。

#### ガソリン・軽荷重ディーゼルエンジン用
- A1/B1 低摩擦、低粘度の省燃費エンジン油
- A3/B3 高性能エンジン用ロングドレイン油
- A3/B4 高性能ガソリンおよび直噴式ディーゼルエンジン用ロングドレイン油
- A5/B5 高性能エンジン用省燃費ロングドレイン油

現行で存在しないA2およびB2は標準的な性能のノーマルインターバルの規格だった。なおA1/B1は次期改定で削除、後継規格として後述のC5が追加される予定となってる。

#### 排ガス対策装置装着車用
数値は ACEA2012 のもの。
- C1 低摩擦、低粘度の低リン低灰型省燃費エンジン油　（リン：0.05 mass％以下、硫黄0.2以下、硫酸灰分：0.5 mass％以下）
- C2 低摩擦、低粘度の省燃費エンジン油　（リン：0.09 mass％以下、硫黄0.3以下、硫酸灰分：0.8 mass％以下）
- C3 通常の粘度グレードの省燃費エンジン油　（リン：0.07〜0.09 mass％、硫黄0.3以下、硫酸灰分：0.8 mass％以下）
- C4 通常の粘度グレードの低リン低灰型省燃費エンジン油　（リン：0.09 mass％以下、硫黄：0.2以下、硫酸灰分：0.5 mass％以下）

日本国内では国産車であればJASO M355に準拠したDL-1が指定されることが多いが欧州車（DPF付きディーゼルエンジンを搭載したメルセデス・ベンツ等）や、国産車でも日産・エクストレイルや欧州向けや一部の国内向けのマツダ車のSKYACTIV-D搭載車のクリーンディーゼル仕様などで、 Low SAPS（Mid SAPS）の ACEA Cカテゴリーのオイルが指定されている。DPF付きディーゼルエンジンで要求される事が多いが、仕様上はAx/Bx規格と同じくガソリン・ディーゼル兼用の規格であり、ガソリン車でCカテゴリのオイルを要求する欧州車メーカーもある。リン・硫黄も規制されているためガソリンエンジンの三元触媒の被毒低減につながる。後の2016年の改定ではxW-20に対応するC5が追加され、2021年にはxW-20でLSPI・タイミングチェーン摩耗・ターボデポジットへの対策にも対応したC6が追加された。

#### 高荷重ディーゼルエンジン用
- E4 欧州排ガス規制（Euro1〜Euro5）対応ディーゼル車用エンジン油（DPF装着車などは除く）
- E6 欧州排ガス規制（Euro1〜Euro5）対応ディーゼル車用エンジン油（DPF装着車などを含む）
- E7 欧州排ガス規制（Euro1〜Euro5）対応ディーゼル車用シリンダ摩耗対策エンジン油（DPF装着車などを除く）
- E9 欧州排ガス規制（Euro1〜Euro5）対応ディーゼル車用シリンダ摩耗対策エンジン油（DPF装着車などを含む）

### ACEAのHTHS粘度規定
- A1/B1　　2.9〜3.5 mPa·s　（xW-20のみ2.6 mPa·s 以上）
- A3/B3　&　A3/B4　 3.5 mPa·s 以上
- A5/B5　　2.9〜3.5 mPa·s
- C1 & C2　　2.9 mPa·s以上
- C3 & C4　　3.5 mPa·s 以上
- E4 & E6　&　E7　&　E9　　3.5 mPa·s 以上